# Анф
Анф (грец. Άνθος) — персонаж давньогрецької міфології, син Автоноя, брат Аканфа, Схойнея, Аканфілліди і Еродія.
Одного разу кобилиці, яких випасав Еродій, розшматували Анфа. Батько його, Автоной, не прийшов на допомогу Анфу, а його дружина Гіпподамія не змогла дати раду з кобилицями і теж загинула. Зевс разом з Аполлоном проявили милість через жаль, перетворили сім'ю Автоноя на різних птахів, Автоноя ж у бугая.
Разом з тим у давньогрецькій міфології є ще персонажі на ім'я Анф:
- Анф (Анфас або Антас) — син Посейдона і Алкіони. Заснував місто Анфію (або Антію) в Східній Арголіді. Також є можливим, що він був правителем міста Анфедон у Беотії. Звідти він втік, коли туди вдерлися Тройзен і Пітфей, і надалі заснував місто Галікарнас. Його ім'ям «Анфедонія» називали раніше Калаврію. Також його ім'я носив сорт винограду.
- Анф — син Алкіонея, внук Теламона, правнук Посейдона.
- Анф — брат Гіпери, що пропав маленьким, став рабом-виночерпієм у Акаста у Ферах, де його зрештою розшукала сестра.